# USS New Orleans (CA-32)
L'USS New Orleans (classificazione e distintivo ottico CA-32) è stato un incrociatore pesante della United States Navy, prima ed eponima unità della stessa classe e così nominato dall'omonima città della Louisiana. Impostato nel 1931 come incrociatore leggero (CL-32) e solo dopo riclassificato pesante, fu varato nel 1933 dal New York Navy Yard.
Passò gli anni trenta partecipando a intense esercitazioni e addestramenti quasi sempre nei ranghi della Flotta del Pacifico, cui alla fine fu assegnato. Era in riparazione a Pearl Harbor il 7 dicembre 1941 quando l'Impero giapponese lanciò il devastante attacco, ma non fu colpito. In ragione della sua velocità, fu destinato a scortare le portaerei nel corso della battaglia del Mar dei Coralli (maggio 1942) e poi durante la battaglia delle Midway (giugno 1942), che interruppe bruscamente la serie di vittorie giapponesi nel Pacifico. Ad agosto era di scorta alla portaerei USS Saratoga che copriva gli sbarchi sull'isola di Guadalcanal; assistitala mentre rientrava danneggiata a Pearl Harbor, tornò in tempo per partecipare alla battaglia di Tassafaronga, dove subì danni gravissimi.
In riparazione fino alla fine di agosto 1943, tornò in azione sempre in scorta alla Task force di portaerei veloci, alle isole Marshall e alle Gilbert, prendendo parte attiva anche nel pesante attacco su Truk. Continuò a fornire protezione alle portaerei nel corso della battaglia del Mare delle Filippine e nella battaglia del Golfo di Leyte, operando nel corso di quest'ultima anche contro unità di superficie nipponiche. Fu quindi assegnato alla forza di bombardamento in supporto alla battaglia di Okinawa. Tra le navi più decorate della seconda guerra mondiale, dopo il conflitto rimpatriò alcune centinaia di smobilitati prima di essere posto in riserva a Philadelphia. Lo scafo disarmato fu venduto nel settembre 1959 e smantellato entro il 1961.

## Servizio operativo

### Costruzione
Il New Orleans, seconda nave a portare questo nome nella United States Navy, fu impostato al New York Navy Yard il 14 marzo 1931 come incrociatore leggero con la sigla CL-32 in rispetto del trattato navale di Washington, ma dopo poco fu riclassificato come pesante secondo il sistema di nomenclatura introdotto dal trattato navale di Londra ratificato nel 1930. Fu varato il 12 aprile 1933 con una cerimonia presieduta dalla signora Cora S. Jahncke, figlia dell'assistente del Segretario alla Marina. Entrato in servizio con la marina militare statunitense il 15 febbraio 1934, ricevette il codice di chiamata radio in alfabeto fonetico "November-Alpha-Bravo-Juliet" e fu posto al comando del capitano di vascello Allen Bevins Reed.

### Gli anni trenta
Il New Orleans condusse la crociera di messa a punto e addestramento tra il maggio e il giugno 1934 nelle acque dell'Europa settentrionale, tornando a New York il 28 giugno. Il 5 luglio salpò nuovamente e unitosi all'incrociatore pesante USS Houston, che recava a bordo il presidente Franklin Delano Roosevelt, e attraversò il canale di Panama; quindi nei giorni seguenti partecipò a un'esercitazione al largo della California con il dirigibile Macon. La crociera ebbe termine il 2 agosto al porto di Astoria, in Oregon: il New Orleans riprese la via del ritorno ripassando il canale e toccando anche l'isola di Cuba. Per il resto dell'anno e alcuni mesi del 1935 attese a numerose esercitazioni al largo del New England; riassegnato alla 6ª Divisione incrociatori in seno alla United States Pacific Fleet, visitò New Orleans mentre era in rotta per la base navale di Pearl Harbor. Giunto nel Pacifico orientale, vi rimase per oltre un anno seguendo intensi e periodici addestramenti. Il 31 agosto 1935, frattanto, il capitano Reed passò il comando al parigrado Matthias Evans Manley che rimase in carica fino al 25 gennaio 1936, quando cedette il posto al capitano di vascello John Bayliss Earle.
Il 20 agosto 1936 concluse il viaggio di ritorno a New York, rimanendovi ormeggiato fino al 7 dicembre, ma all'inizio del 1937 passò ancora una volta il canale di Panama. Il 25 luglio 1937 il capitano Earle fu sostituito dal parigrado Augustine Toutant Beauregard. Escluso un breve periodo passato a est delle Piccole Antille all'inizio del 1939, per partecipare alle esercitazione combinata a livello di flotta (XX Fleet problem), l'incrociatore fu assegnato permanentemente alla Flotta del Pacifico, con la quale attese a frequenti addestramenti, esercitazioni di tiro e anche pattugliamenti, man mano che crescevano le tensioni con l'Impero giapponese per la sua aggressiva politica estera. Nel corso di tale intervallo quadriennale il New Orleans fu agli ordini del capitano di vascello William Reynold Purnell (19 dicembre 1938-2 dicembre 1939), del commodoro Henry Poynter Bumett (2-9 dicembre 1939), del capitano di vascello Augustine Heard Gray (9 dicembre 1939-10 agosto 1941), del commodoro James George Atkins (10-22 agosto 1941) e infine del capitano Howard Harrison Good dal 22 agosto 1941.

### La seconda guerra mondiale

#### 1941-1943

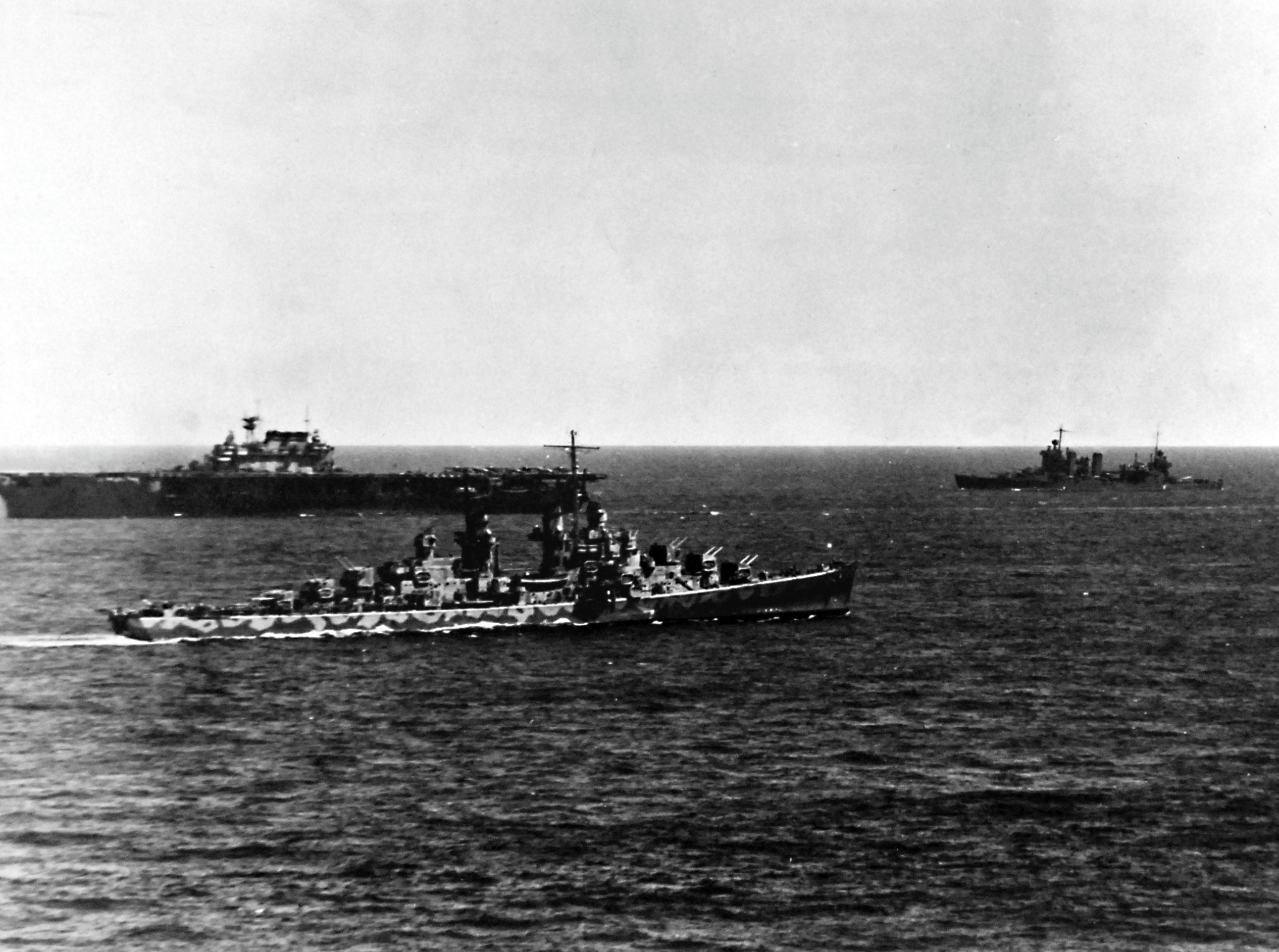
Coadiuvato dall'incrociatore leggero, il New Orleans era a protezione della portaerei durante la battaglia alle Midway

Il 7 dicembre 1941 la Flotta Combinata giapponese lanciò un violento attacco su Pearl Harbor per annientare la flotta statunitense all'ancora e lasciare libertà di manovra alle forze armate giapponesi per conquistare l'Estremo Oriente. Il New Orleans si trovava in bacino di carenaggio, con l'apparato motore in riparazione: durante l'attacco il bacino fu colpito e l'incrociatore rimase senza energia elettrica, fornita dai generatori a terra. L'equipaggio reagì comunque rapidamente e, mentre coloro che erano in coperta sparavano ai velivoli giapponesi con fucili e pistole, i macchinisti tentavano di alzare la pressione delle caldaie lavorando alla luce di torce elettriche. Dopo aver forzato le armerie delle munizioni poiché non se ne trovarono le chiavi, i cannoni antiaerei da 127 mm furono brandeggiati manualmente vista la mancanza di elettricità, ma entro dieci minuti l'intera batteria era in azione; l'equipaggio, impegnato nella maggioranza a passare le granate pesanti 45 chili e caricarle con l'ausilio di corde, ebbe qualche ferito quando una bomba esplose molto vicino allo scafo. I danni subiti furono comunque minimi.
In seguito all'attacco il New Orleans trasportò reparti di truppe sulle isole di Palmyra e Johnston con una turbina ancora non funzionante e fece poi rotta su San Francisco giungendovi il 13 gennaio 1942: qui fu revisionato, dotato di una dozzina di cannoni Oerlikon antiaerei da 20 mm e di un nuovo radar di ricerca. Il 12 febbraio salpò e si mise alla testa della scorta a un convoglio navale con destinazione Brisbane in Australia, divenuta il bastione degli Alleati nel Pacifico meridionale; proseguì coprendo un secondo convoglio diretto a Nouméa in Nuova Caledonia e fece infine ritorno a Pearl Harbor per unirsi alla Task force 11: il 15 aprile partì per aggregarsi alla Task force 17 (centrata sulla portaerei USS Yorktown) che stazionava a sud-ovest delle Nuove Ebridi. Il collegamento tra le due squadre fu effettuato il 1º maggio 250 miglia a ovest di Espiritu Santo; il New Orleans assieme al gemello USS Minneapolis fu sottoposto al comando del contrammiraglio Thomas Kinkaid. Tale formazione combatté la battaglia del Mar dei Coralli contro le forze della 4ª Flotta nipponica che puntavano a conquistare la Nuova Caledonia e Port Moresby in Nuova Guinea, minacciando le vie di comunicazione tra gli Stati Uniti e l'Australia; l'avanzata nipponica fu impedita ma nel corso dello scontro la portaerei USS Lexington fu gravemente danneggiata. In soccorso giunse il New Orleans il cui equipaggio si prodigò nelle operazioni di salvataggio, recuperando 580 uomini prima che la portaerei affondasse. Lasciati i naufraghi a Nouméa dopo la fine della battaglia, l'incrociatore eseguì alcune ricognizioni delle isole Salomone orientali prima di tornare a Pearl Harbor per fare il pieno di carburante.
Il New Orleans fu riassegnato alla 6ª Divisione incrociatori del contrammiraglio Kinkaid, parte della Task force 16 del contrammiraglio Raymond Spruance che si preparava ad affrontare la Marina imperiale giapponese al largo dell'atollo di Midway. Partito da Pearl Harbor il 28 maggio, si unì alla Task force il 2 giugno e prese parte, fornendo fuoco antiaereo, alla fatidica battaglia aeronavale vinta contro ogni pronostico dagli Stati Uniti, che bloccarono l'espansione nipponica. Circa due settimane dopo la battaglia, il 18 giugno, il capitano Good cedette il comando al parigrado Walter Stanley DeLany. Fatto nuovamente rifornimento a Pearl Harbor, il 5 luglio il New Orleans salpò verso le Figi dove si aggregò alle forze di invasione dell'operazione Watchtower, la prima offensiva statunitense della guerra: nel corso degli sbarchi a Guadalcanal del 7 agosto rimase di scorta alla portaerei USS Saratoga. Tra il 24 e il 25 agosto partecipò alla battaglia delle Salomone Orientali, formando con il Minneapolis il "Gruppo incrociatori" del contrammiraglio Carleton Wright dipendente dalla Task Force 11; il 31 agosto la Saratoga fu silurata da un sommergibile giapponese e il New Orleans fu distaccato per assisterla nel ritorno a Pearl Harbor, dove arrivarono il 21 settembre.

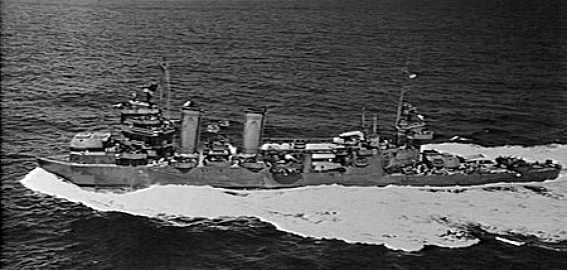
Dotato della prua temporanea, il New Orleans naviga da Sidney verso i cantieri di Puget Sound

Passato agli ordini del capitano di vascello Clifford Harris Roper il 2 novembre, l'incrociatore e la Saratoga salparono per le Figi e quindi diressero su Espiritu Santo, raggiunta il 27 novembre. In seguito a segnalazioni e intercettazioni radio, il contrammiraglio Wright ricevette ordine di contrastare un quasi certo tentativo di rifornimento alla guarnigione giapponese su Guadalcanal: egli quindi rimpiazzò il parigrado Kinkaid al comando della Task force 67, che comprendeva quattro cacciatorpediniere e cinque incrociatori, tra i quali il New Orleans. Nella notte del 30 novembre la formazione intercettò otto cacciatorpediniere ma non riuscì a sfruttare la sorpresa; il contrammiraglio Raizō Tanaka reagì infatti con rapidità lanciando numerosi siluri. Due colpirono intorno alle 23:30 l'ammiraglia Minneapolis e il New Orleans, che lo seguiva, dirottò a sinistra per evitarlo ma la manovra lo portò sulla scia di un siluro che esplose a babordo e tranciò la prua fino alla seconda torre da 203 mm; la prua sventrata fu spinta contro lo scafo dall'inerzia provocando altri danni, quindi si staccò del tutto e andò a fondo. L'incrociatore tuttavia non colò a picco sebbene mancasse di 36 metri di scafo, sprofondasse per 6 metri sbilanciato in avanti e avesse i resti della prua in fiamme: grazie agli sforzi dell'equipaggio e muovendo alla velocità di 2 nodi per non sfondare del tutto le paratie stagne, riuscì a raggiungere il porto di Tulagi alle 06:10 del 1º dicembre. L'equipaggio mimetizzò la nave e procedette quindi a costruire una prua di fortuna adoperando tronchi di palma da cocco; il 12 dicembre iniziò il viaggio verso Sydney, raggiunta il 24 e dove la nave ricevette riparazioni provvisorie. Il 7 marzo 1943 riprese il mare e fece rotta per il Puget Sound Naval Shipyard, nel quale tutti i danni furono riparati. Nel corso dei lavori, il 14 aprile il comando passò al capitano di vascello Ralph Otis Davis che lo tenne fino al 4 luglio, quando subentrò il pari grado Samuel Robert Shumaker.
Il 31 agosto il New Orleans ritornò a Pearl Harbor e, dopo un periodo d'addestramento, fu aggregato a una formazione mista di incrociatori e cacciatorpediniere che il 5 e il 6 ottobre 1943 eseguirono un bombardamento delle postazioni giapponesi sull'isola di Wake nel Pacifico centrale, respingendo anche un attacco di aerosiluranti. Il 10 novembre salpò di nuovo da Pearl Harbor unendosi prima alla squadra d'appoggio agli sbarchi nelle isole Gilbert (20 novembre), poi fornendo scorta alle portaerei impegnate nelle incursioni sulle isole Marshall orientali (4 dicembre), preparatorie a una serie di operazioni anfibie. Nel corso degli attacchi la USS Lexington – omonima della portaerei affondata nel Mar dei Coralli – incassò un siluro e il New Orleans l'accompagnò nel viaggio di ritorno a Pearl Harbor per le riparazioni, conclusosi il 9 dicembre.

#### 1944-1945
Il New Orleans tornò nei ranghi della Quinta Flotta nel dicembre 1943-gennaio 1944 e la seguì nelle operazioni condotte tra le isole Marshall; dal 29 gennaio, in particolare, bombardò le spiagge, le fortificazioni e il naviglio giapponesi non coinvolti nell'occupazione di Kwajalein ed Eniwetok. Terminata la campagna fece rifornimento l'11 febbraio all'atollo Majuro e partecipò all'attacco lanciato su Truk dalla squadra di portaerei veloci della Quinta Flotta (Task force 58): nel corso degli attacchi aerei circumnavigò l'atollo assieme a due navi da battaglia, un altro incrociatore e qualche cacciatorpediniere e sorprese una piccola formazione giapponese in fuga, della quale sopravvisse allo scontro solamente il cacciatorpediniere Nowaki. La flotta proseguì con un breve raid contro le isole Marianne, poi ritornò a Majuro e da qui a Pearl Harbor. La Task force 58, con la scorta di varie navi tra cui il New Orleans, colpì nuovamente le Caroline alla fine di marzo, poi fecero rotta a sud per appoggiare gli sbarchi condotti il 22 aprile a Hollandia, in Nuova Guinea, dalle forze del generale Douglas MacArthur: quel giorno un aereo danneggiato della USS Yorktown urtò l'albero del New Orleans, piombò in mare ed esplose; l'incrociatore fu investito da benzina ardente che provocò un morto e un ferito grave. Continuò comunque a pattugliare al largo della Nuova Guinea ancora per alcuni giorni prima di prendere parte, il 29 aprile, a una seconda incursione su Truk e anche sull'atollo di Satawan, che colpì con i propri cannoni. Il 19 maggio passò agli ordini del capitano di vascello John Dandridge Henley Kane che, però, già l'8 giugno fu rimpiazzato dal parigrado Jack Ellett Hurff.

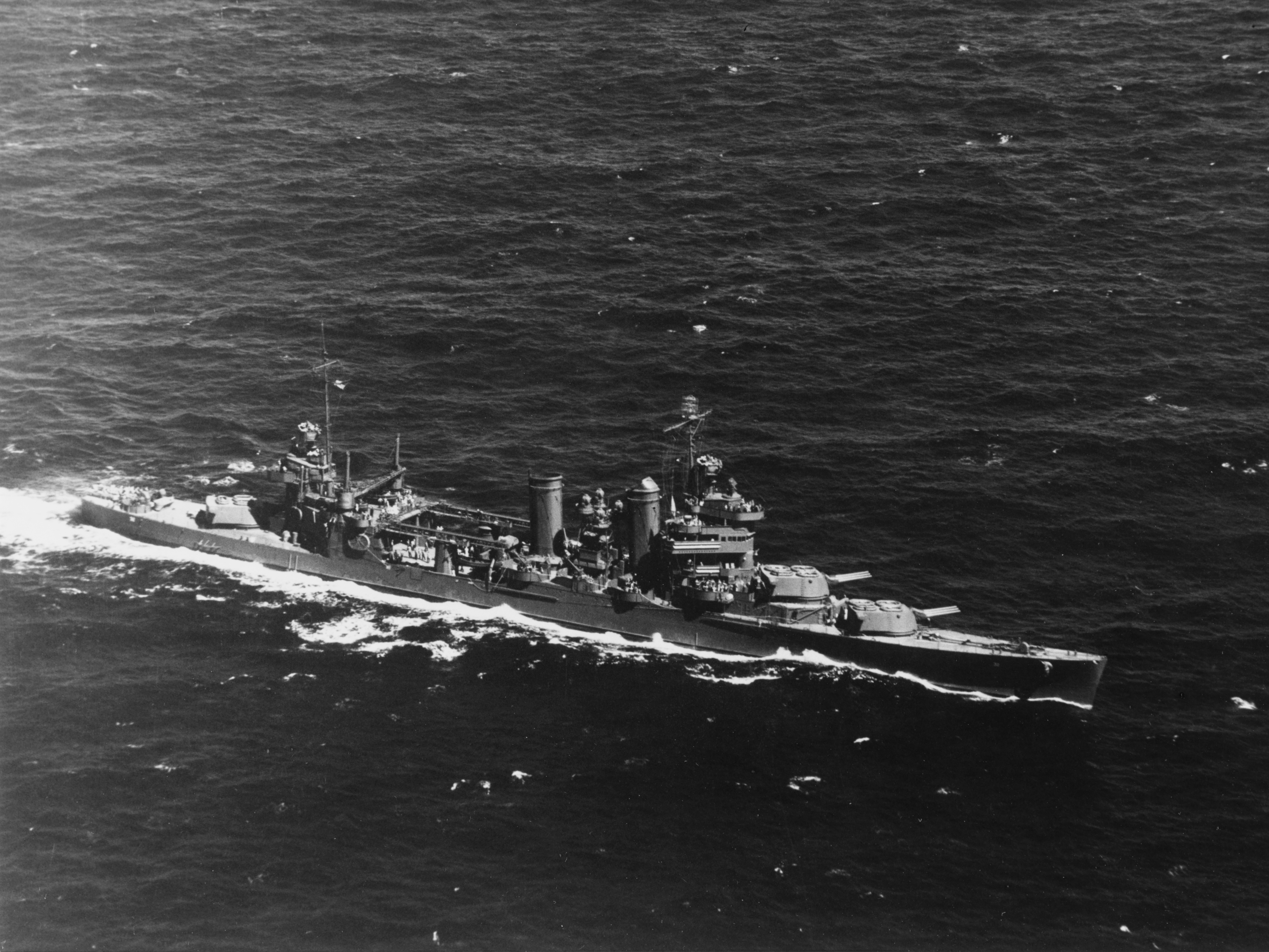
Il New Orleans viaggia a tutta forza per unirsi alla Task force 38, in procinto di colpire la flotta settentrionale giapponese (24 ottobre 1944)

Il 10 giugno, dopo un periodo di riposo, il New Orleans salpò da Kwajalein e si unì alla grande flotta organizzata dagli Stati Uniti per conquistare le isole Marianne. Il 15 e il 16 giugno bombardò con numerose altre unità l'isola di Saipan, quindi si riaggregò alla scorta delle portaerei contribuendo a rintuzzare gli attacchi dei velivoli nipponici nel corso della battaglia del Mare delle Filippine (19-20 giugno). Nel corso di luglio e agosto il New Orleans effettuò ricognizioni e missioni d'appoggio nelle acque di Saipan e Tinian; il 13 agosto fece rotta sull'atollo di Eniwetok, si rifornì di munizioni e carburante e il 28 agosto accompagnò le portaerei dell'United States Third Fleet (nome assunto dalla Quinta Flotta quando il comando era esercitato dall'ammiraglio William Halsey) in un'incursione contro le isole Ogasawara (che il 1º e il 2 settembre si concentrò sull'isola di Iwo Jima) e poi sulle isole Palau in diretto appoggio agli sbarchi del 15 settembre su Peleliu. Dopo questa serie di operazioni, la Task force della quale il New Orleans faceva parte si ancorò a Manus, si rifornì e partì dopo pochi giorni per condurre reiterati attacchi su Formosa, Okinawa e Luzon settentrionale con lo scopo di distruggere le forze aeree terrestri nipponiche e agevolare l'assalto anfibio a Leyte. L'operazione godeva della protezione della Terza Flotta, nella quale il New Orleans si trovò inquadrato come elemento del Task group 38.4 del contrammiraglio Ralph Davison. Il 24 ottobre tutta la Terza Flotta fu portata a nord dall'ammiraglio Halsey contro una delle tre flotte giapponesi che convergevano su Leyte per ingaggiare una battaglia decisiva contro la marina statunitense. Il 25, dopo una serie di attacchi aerei, l'ammiraglio Halsey distaccò un gruppo al comando del contrammiraglio Laurence T. DuBose per impegnare le unità giapponesi: la squadra era formata da nove cacciatorpediniere, due incrociatori leggeri, dal New Orleans e dall'incrociatore pesante USS Wichita. Essa affondò con le artiglierie la portaerei leggera Chiyoda già immobilizzata in mattinata e il cacciatorpediniere Hatsuzuki, prima di tornare a sud alle 21:30.

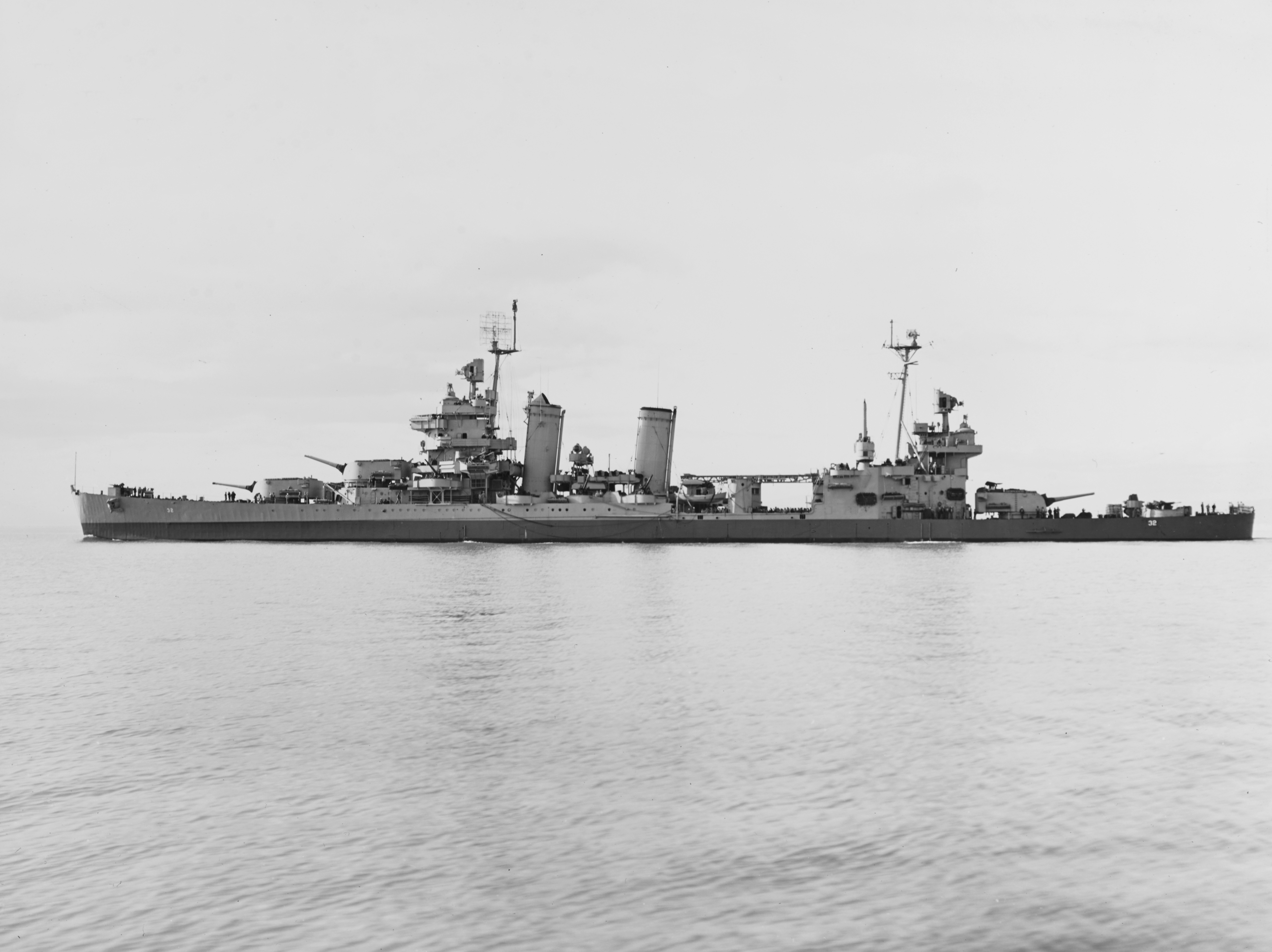
Il New Orleans sosta davanti ai cantieri di Mare Island nel marzo 1945, dopo accurate revisioni

In seguito alla vittoria statunitense e dopo il rifornimento a Ulithi, il New Orleans spese il resto dell'anno in scorta alle portaerei dedite a continue incursioni su tutte le Filippine fino al tardo dicembre, quando lasciò la zona per il Mare Island Naval Shipyard dove fu revisionato approfonditamente dall'11 gennaio al 21 marzo 1945. Dopo un breve periodo di addestramento al largo delle Hawaii, salpò alla volta di Ulithi dove fece tappa dal 18 al 20 aprile 1945; quindi riprese il mare per unirsi alle forze statunitensi che stavano combattendo per l'isola di Okinawa. Giunto nelle acque nipponiche il 23 aprile, il New Orleans impegnò un duello d'artiglieria con alcune batterie costiere e, nel corso dei due mesi seguenti, fornì supporto con i propri cannoni alle divisioni sull'isola. Al termine del duro scontro diresse sulle Filippine per rifornimento e riparazioni: si trovava nella baia di Subic sulla costa occidentale di Luzon quando il 15 agosto 1945 l'Impero giapponese dichiarò la resa incondizionata agli Alleati. Poco prima, il 6 agosto (giorno dell'attacco atomico su Hiroshima), il capitano di vascello Hurff era stato sostituito dal collega Charles Frederick Erck.

### Ultimi anni e rottamazione
Dopo gli ultimi preparativi, il New Orleans fu aggregato a una squadra di incrociatori e cacciatorpediniere che il 28 agosto lasciò la baia con destinazione la Cina e la Corea: la nave monitorò l'internamento di unità giapponesi a Tsingtao, la liberazione di prigionieri di guerra alleati e sbarchi di truppe statunitensi nei porti dell'area. Il 17 novembre lasciò la foce del fiume di Pechino con a bordo gruppi di veterani, da rimpatriare secondo le direttive dell'operazione Magic Carpet; sostò a Sasebo dove accolse altri smobilitati, quindi navigò verso est sbarcando tutti i passeggeri a San Francisco l'8 dicembre. Nel gennaio 1946 completò un incarico dello stesso tipo per reparti di stanza a Guam e passò il canale di Panama, ancorandosi nel porto di New Orleans per permettere all'equipaggio una visita di dieci giorni alla città. Passata la decade partì e giunse il 12 marzo ai cantieri della marina di Philadelphia dove rimase quasi un anno in totale inattività. In tale periodo si succedettero gli ultimi due comandanti del New Orleans: il commodoro Charles Rutter Norris jr. (5-21 giugno 1946) e il capitano di corvetta William King Yarnall. Il comando di questi cessò il 10 febbraio 1947, quando l'incrociatore fu radiato dal servizio attivo e posto nella riserva, ove rimase per dodici anni prima di essere messo in disarmo il 1º marzo 1959. Il 22 settembre fu venduto alla Boston Metals Company di Baltimora, Maryland per la rottamazione: lo smantellamento fu completato nel 1961.

## Riconoscimenti
L'incrociatore pesante New Orleans fu insignito di diciassette Battle star, cinque Navy Cross, dieci Silver Star, una Bronze Star Medal e una Air Medal. Ai membri dell'equipaggio furono elargite 206 medaglie Purple Heart.